# Terus Nanis
Terus Nanis ist eine osttimoresische Aldeia (unterste Ebene der Verwaltungseinheiten) im Sucos Bairro Pite (Verwaltungsamt Dom Aleixo, Gemeinde Dili). 2015 lebten in Terus Nanis 31 Menschen.

## Lage
Terus Nanis bildet im Westen eine Ausbuchtung des Sucos Bairro Pite. Über die Aldeia Efaca im Süden besteht die Verbindung zum restlichen Suco Bairro Pite. Ansonsten ist Terus Nanis von den Aldeias São José und Posto Penal des Sucos Comoro umgeben.